# Хіба це не романтично? (фільм, 1948)
«Хіба це не романтично?» (англ. Isn't It Romantic?) — американська кінокомедія режисера Нормана З. МакЛеода 1948 року.

## Сюжет
За трьома дочками ветерана Громадянської війни починають доглядати троє чоловіків: перший — витончений міський франт, який заробляє на продажу підроблених нафтових акцій, другий — місцевий житель з дивацтвами, і третій — флегматичний сільський хлопець.

## У ролях
- Вероніка Лейк — Кенді Кемерон
- Мона Фріман — Сьюзі Кемерон
- Мері Хетчер — Роуз Кемерон
- Біллі Де Волф — Горацій Фрейзер
- Роланд Калвер — Евклід Кемерон
- Патрік Ноулз — Річард «Рік» Браннон
- Річард Вебб — Бенджамін Логан
- Перл Бейлі — Едді
- Чарльз Еванс — суддя Томас Логан
- Ларрі Олсен — Ганнібал
- Кетрін Гівні — Кларисса Тайер

## Цікаві факти
- Найкоротшою кінорецензією вважається замітка Леонарда Малтіна про фільм 1948 року «Хіба це не романтично?». Рецензія складається з одного слова: «Ні».